# Brancaleone Doria
Brancaleone Doria (Sardegna, 1337 – Castelsardo, 1409) è stato un nobile della Sardegna appartenente alla celebre casata genovese dei Doria e marito di Eleonora d'Arborea.

## Biografia

### Il matrimonio con Eleonora d'Arborea

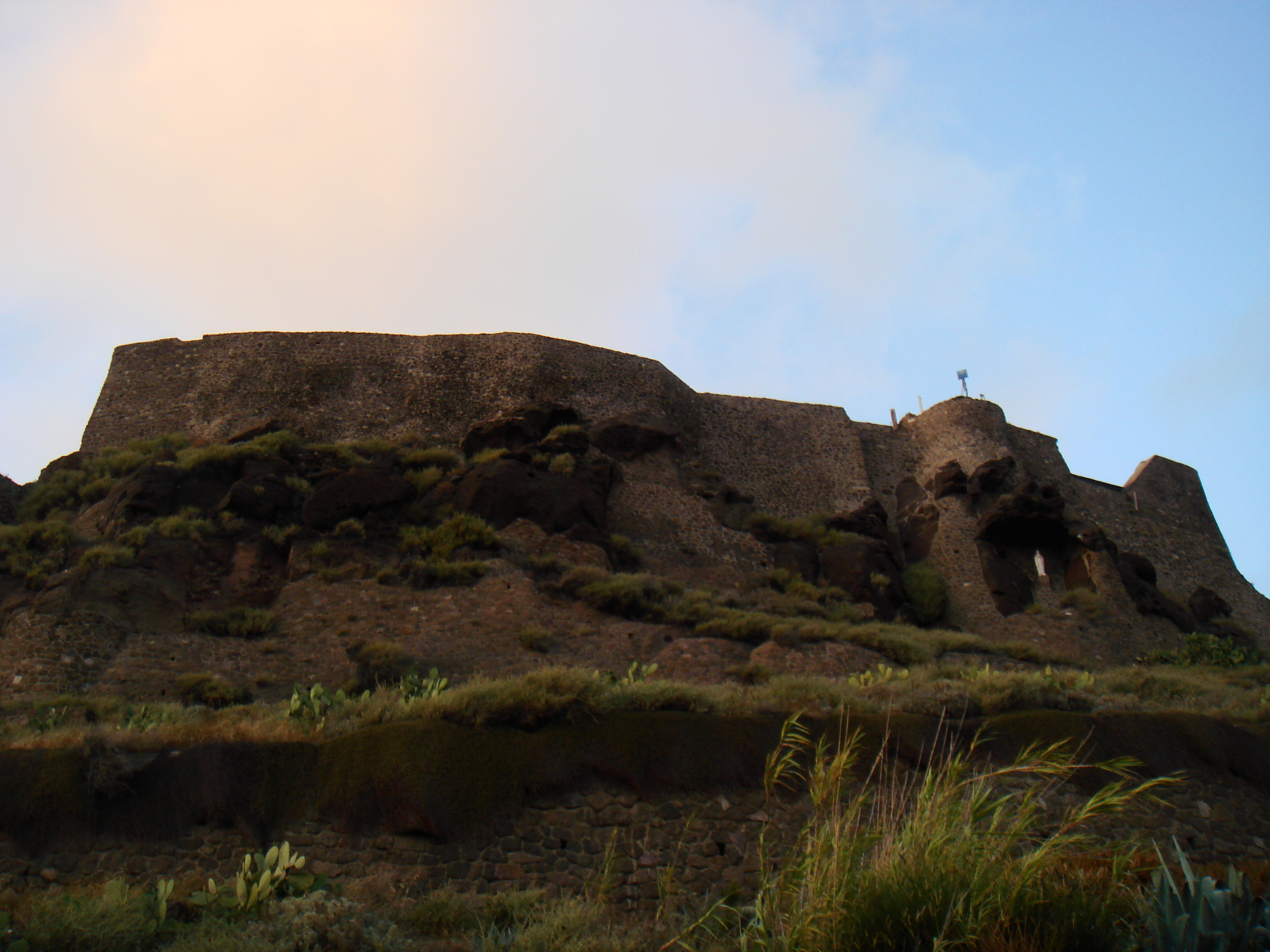
Il castello dei Doria a Castelsardo

Brancaleone Doria era un figlio illegittimo, nato nel 1337 da una relazione di Brancaleone padre, figlio di Barnabò Doria e di Eleonora Fieschi, con Giacomina, una concubina di casato sconosciuto. Pronipote di Branca Doria, rampollo della famiglia genovese, ottenne il 16 marzo 1357 da Pietro IV di Aragona le carte di legittimazione che gli conferirono le terre ed i castelli aviti della Sardegna settentrionale: la signoria di Castelgenovese (l'attuale Castelsardo), di Monteleone e di Castel Doria e delle incontrade di Nurcara, Cabuabbas, Anglona e Bisarcio.
Brancaleone si alleò politicamente con la famiglia dei Bas-Serra sposando prima della morte di Mariano IV d'Arborea, nel 1376, la figlia di lui, la celebre Eleonora (36 anni). Aveva già avuto due figli illegittimi, Giannettino e Nicolò, da una donna rimasta anonima.
Le residenze di Brancaleone furono tre: il castello di Chiaramonti (1357), la rocca dei Doria a Castelsardo (allora Castelgenovese) e Monteleone Rocca Doria. Dopo che, nel 1376, il trentanovenne Doria sposò Eleonora d'Arborea (forse in San Pantaleo a Sorso), la coppia risiedette per sei anni (con una breve parentesi a Genova), fino al 1382, nella fortezza di Castelgenovese. Qui nacquero i loro due figli: Federico (1377) e Mariano (1379) che diventeranno giudici
d'Arborea. In seguito alla morte di Eleonora e dei figli, Brancaleone si ritirerà in questo castello, dove sarà catturato dagli aragonesi o forse dal visconte di Narbona.
Il Doria dimorò anche nel borgo-castello di Monteleone Rocca Doria - 13 km², 100 abitanti -, situato nell'entroterra di Alghero. Il conte di Monteleone vi convocava frequenti riunioni con i suoi uomini più fidati per pianificare l'attività militare. Il borgo era un libero Comune capoluogo del Cabuabbas, con leggi, statuto e moneta propri. Ritornato dalla prigionia spagnola, Brancaleone visse brevemente con Eleonora anche nel palazzo giudicale di Oristano o nella residenza estiva di Monreale.
Con l'assassinio nel 1383 di Ugone III, figlio di Mariano IV e fratello di Eleonora, insieme alla figlia ed erede Benedetta, succedette, al trono del giudicato di Arborea il figlio Federico.
Brancaleone Doria era andato a Barcellona, in qualità di consorte della reggente, per intavolare delle trattative di pace, ma dopo aver resistito a un tentativo di corruzione (gli fu attribuito il titolo di conte di Monteleone, che non a caso ricordava il luogo in cui aveva sconfitto Mariano IV), fu arrestato e condotto in prigionia a Cagliari.

### La reggenza di Eleonora

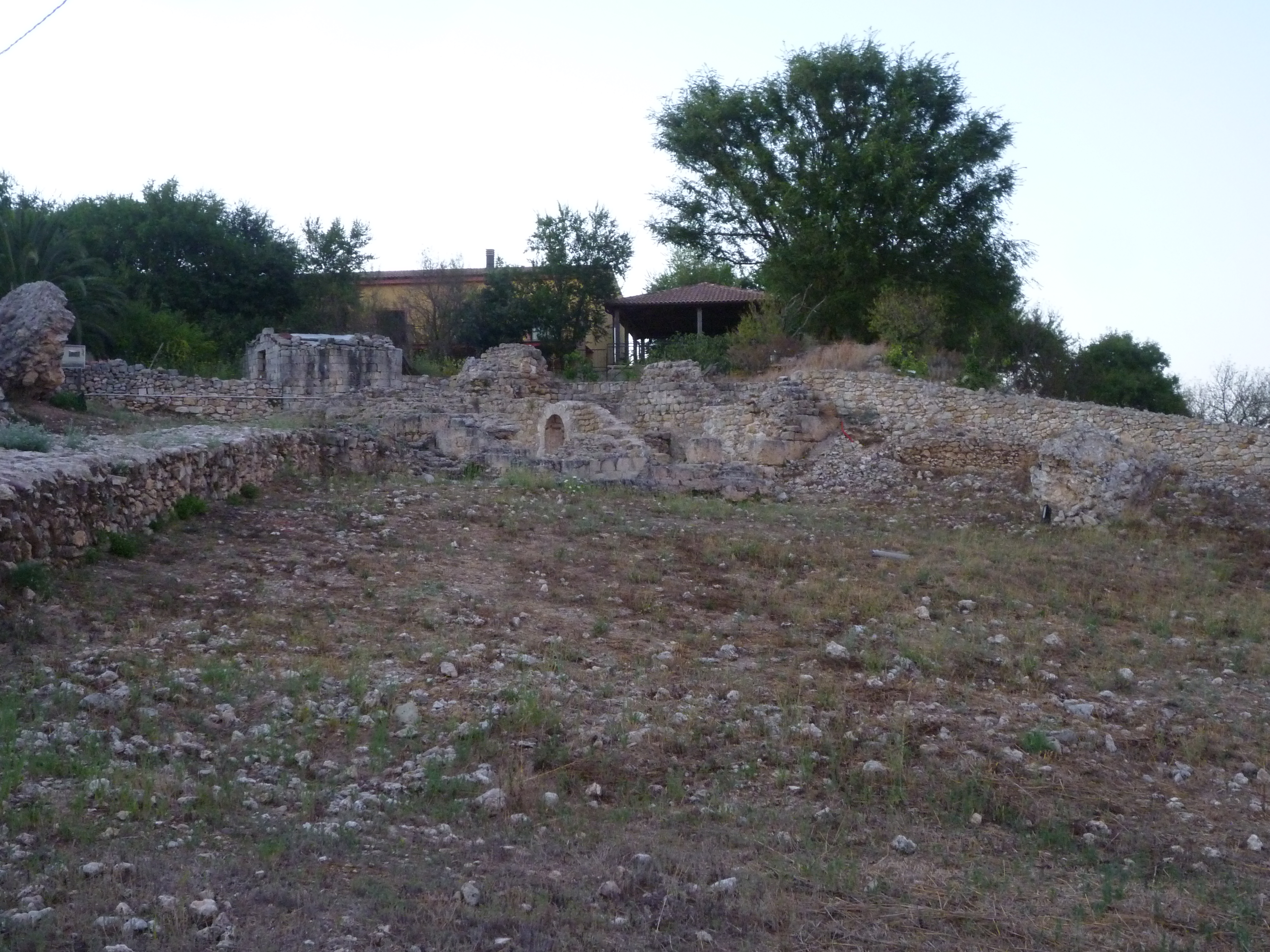
Monteleone Rocca Doria: resti del palazzo Doria

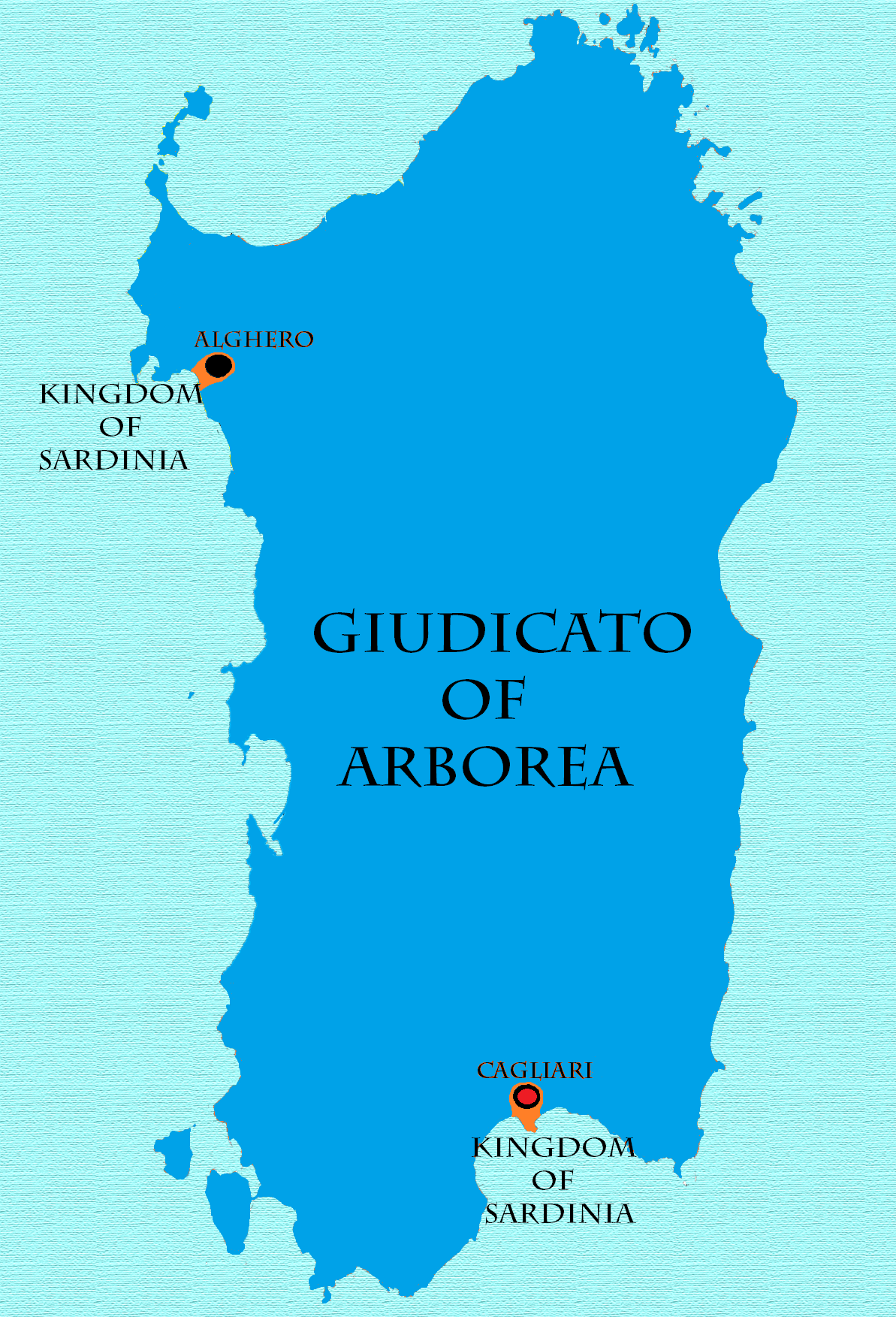
Territori occupati dal giudicato di Arborea (azzurro) dal 1368 al 1388 e dal 1392 al 1409

Eleonora resse il giudicato in nome del figlio Federico, e dopo la morte di questi ancora in giovane età, in nome del secondogenito Mariano.
Il 24 gennaio 1388, dopo lunghe trattative fu firmata una pace tra catalano-aragonesi ed Arborea. Secondo gli accordi erano restituiti alla Corona Aragonese “città, ville e luoghi occupati dai precedenti giudici di Arborea”. Brancaleone fu però liberato solo il 1º gennaio 1390.
Convertitosi definitivamente agli Arborea il Doria riprese la guerra contro gli aragonesi; il primo aprile del 1391 marciò contro Castel di Cagliari; il 16 agosto, col figlio Mariano al fianco, occupò Sassari ed Osilo. In settembre conquistò il castello della Fava, di Galtellì, di Bonvehì e di Pedreso, lasciando agli avversari solo Alghero e Longosardo. Il 3 ottobre entrò a Villa di Chiesa. In una lettera scritta a Sanluri il 3 febbraio 1392 Brancaleone annunciava di aver ripreso tutti i territori posseduti nel 1388.
Eleonora, intanto, si dedicava all'aggiornamento della Carta de Logu, scritta da Mariano IV e Ugone III: intorno al 1404 la carismatica giudicessa (che ancora mette in ombra la figura del consorte) morì, forse di peste.
Brancaleone commise l'errore di atteggiarsi a giudice, proseguì da solo, e questo provocò dissapori col figlio Mariano.

### Morte di Mariano V e di Brancaleone
Nel 1407, mentre assediava Castel di Castro, l'improvvisa morte del figlio Mariano V lo costrinse alla rinuncia ed al ritiro a Castelgenovese (probabilmente a causa di conflitti di successione con il nipote della cognata Beatrice, Guglielmo II), dove fu catturato e ucciso dai catalano-aragonesi, prima della battaglia di Sanluri, nel giugno 1409.
Le cause e il luogo della morte del Doria non si conoscono; alcuni non escludono l'ipotesi dell'assassinio. L'unico autentico ritratto di Brancaleone Doria, unitamente a quelli di Eleonora e di Ugone III, si può vedere nella chiesa di San Gavino Martire (San Gavino Monreale).